# Ministerpresident
Ministerpresident (tyska: Ministerpräsident och Ministerpräsidentin för män respektive kvinnor) är dels en titel för delstatsregeringschefer i de federala staterna Tyskland och Belgien, dels den tyskspråkiga benämningen på andra nationalstaters regeringschefer. Historiskt har ministerpresident använts som benämning för ett flertal ledande positioner i Tyskland.

## Delstatsnivå

### Aktuell användning

#### Tyskland
I början av 2020-talet är ministerpresident den gängse titeln för regeringscheferna i Tysklands förbundsländer, bortsett från Berlin där titeln är "regerande borgmästare" samt i Hamburg och Bremen där titlarna är borgmästare respektive senatspresident. 
- Baden-Württembergs ministerpresident
- Bayerns ministerpresident
- Brandenburgs ministerpresident
- Hessens ministerpresident
- Mecklenburg-Vorpommerns ministerpresident
- Niedersachsens ministerpresident
- Nordrhein-Westfalens ministerpresident
- Rheinland-Pfalzs ministerpresident
- Saarlands ministerpresident
- Sachsens ministerpresident
- Sachsen-Anhalts ministerpresident
- Schleswig-Holsteins ministerpresident
- Thüringens ministerpresident

#### Belgien
I Belgien är ministerpresident titeln för regeringschefen i den Tyskspråkiga gemenskapen och regionen Flandern. 

### Historisk användning
I Kungariket Preussen (1701–1918) var ministerpresidenten kungens förste minister och ordförande över den preussiska lantdagen. Under perioden från Tysklands enande 1871 till Första världskrigets slut 1918, innehades rollen som preussisk ministerpresident vanligtvis av Kejsardömet Tysklands rikskansler. Särskilt framträdande i den dubbla maktpositionen var Otto von Bismarck.
Under Weimarrepubliken var ministerpresident en vanlig benämning för delstaternas regeringschefer, exempelvis i Fristaten Preussen och Fristaten Oldenburg. Benämningen varierade dock, i vissa fristater kallades regeringschefen i stället statspresident (till exempel Republiken Baden) medan de gamla hansestäderna leddes av olika typer av borgmästare.

### Anslutande begrepp
I Österrike och de tysktalande italienska autonoma provinserna Bozen-Sydtyrolen och Trento används i stället begreppet Landeshauptmann / Landeshauptfrau.

## Nationalstatsnivå
Ministerpresident har även använts som beteckning för nationalstaters regeringschefer. Under den tyska ockupationen av Norge utsåg regeringen Vidkun Quisling till ministerpresident, en titel som landet inte använt vare sig före eller efter det. Efter andra världskriget kom även Östtysklands regeringschef att kallas ministerpresident.